# Pierella luna
Pierella luna é uma borboleta neotropical da família Nymphalidae e subfamília Satyrinae, encontrada do México até a Colômbia em habitat de floresta tropical. De acordo com Adrian Hoskins, todos os integrantes do gênero Pierella apresentam, vistos de cima, coloração amarronzada com finas marcações mais escuras em suas asas anteriores e com asas posteriores marcadas com ocelos ou manchas. Pierella luna apresenta, vista de cima, asas posteriores com dois ocelos negros em sua parte superior. O ocelo mais próximo à borda é maior e apresenta uma pontuação branca não-central. Em algumas subespécies, como lesbia e rubecula, existe uma grande superfície de coloração laranja nas asas posteriores.
Estudos demonstraram que P. luna muda de cor por causa da microestrutura de suas asas, que apresentam escamas ligeiramente curvas. Tal fenômeno é conhecido por difração (ocorrendo também nas espécies P. hyceta, P. astyoche e P. lamia).

## Hábitos
Adrian Hoskins cita que as espécies do gênero Pierella se caracterizam por seu voo fugaz, se escondendo um pouco acima da superfície do solo na escuridão do sub-bosque da floresta; voando baixo, muitas vezes, em trilhas e evitando a luz do sol, geralmente aparecendo na aurora ou crepúsculo, mas também se escondendo profundamente na vegetação rasteira em outras horas do dia. Também pousam sobre os montes de folhas secas da floresta.

## Subespécies
Pierella luna possui quatro subespécies:
- Pierella luna luna - Descrita por Fabricius em 1793, de exemplar proveniente do Suriname.[8]
- Pierella luna pallida - Descrita por Salvin & Godman 1868, de exemplar proveniente da Nicarágua.[1]
- Pierella luna rubecula - Descrita por Salvin & Godman 1868, de exemplar proveniente da Guatemala.[10]
- Pierella luna lesbia - Descrita por Staudinger em 1887, de exemplar proveniente da Colômbia.[9]